# Villers-sous-Chalamont
Villers-sous-Chalamont [vilɛʁsuʃalamɔ̃] ist eine französische Gemeinde mit 293 Einwohnern (Stand: 1. Januar 2022) im Département Doubs in der Region Bourgogne-Franche-Comté.

## Geographie
Villers-sous-Chalamont liegt auf 710 m über dem Meeresspiegel, etwa 24 Kilometer westlich der Stadt Pontarlier (Luftlinie). Das Dorf erstreckt sich im Jura, auf einem weiten Hochplateau am Nordfuß des Höhenrückens mit dem Waldgebiet Forêt du Scay, südlich der Karstquelle des Lison.
Die Fläche des 22,18 km² großen Gemeindegebiets umfasst einen Abschnitt des französischen Juras. Der Hauptteil des Gebietes wird vom Hochplateau von Villers eingenommen, das zum zweiten Juraplateau gehört, durchschnittlich auf 720 m liegt und eine Breite von rund 3 km aufweist. Es ist überwiegend von Wiesland bedeckt, wird jedoch von ausgedehnten Waldflächen umgeben, nämlich vom Forêt de Vignory im Westen, Forêt d’Arc im Norden und Forêt de Maublin im Osten. Das gesamte Gebiet besitzt keine oberirdischen Fließgewässer, weil das Niederschlagswasser im verkarsteten Untergrund versickert. Nach Südosten steigt das Plateau allmählich an und wird von mehreren Mulden untergliedert. Im Südosten bildet der Höhenrücken der Forêt du Scay die Abgrenzung und leitet zur Hochebene von Arlier über. Dieser langgezogene Kamm ist gemäß der Streichrichtung des Juras in dieser Region in Richtung Südwest-Nordost orientiert. Hier wird mit 901 m die höchste Erhebung von Villers-sous-Chalamont erreicht.
Nachbargemeinden von Villers-sous-Chalamont sind Villeneuve-d’Amont im Norden, Levier im Osten, Boujailles und Lemuy im Süden sowie Arc-sous-Montenot im Westen.

## Geschichte

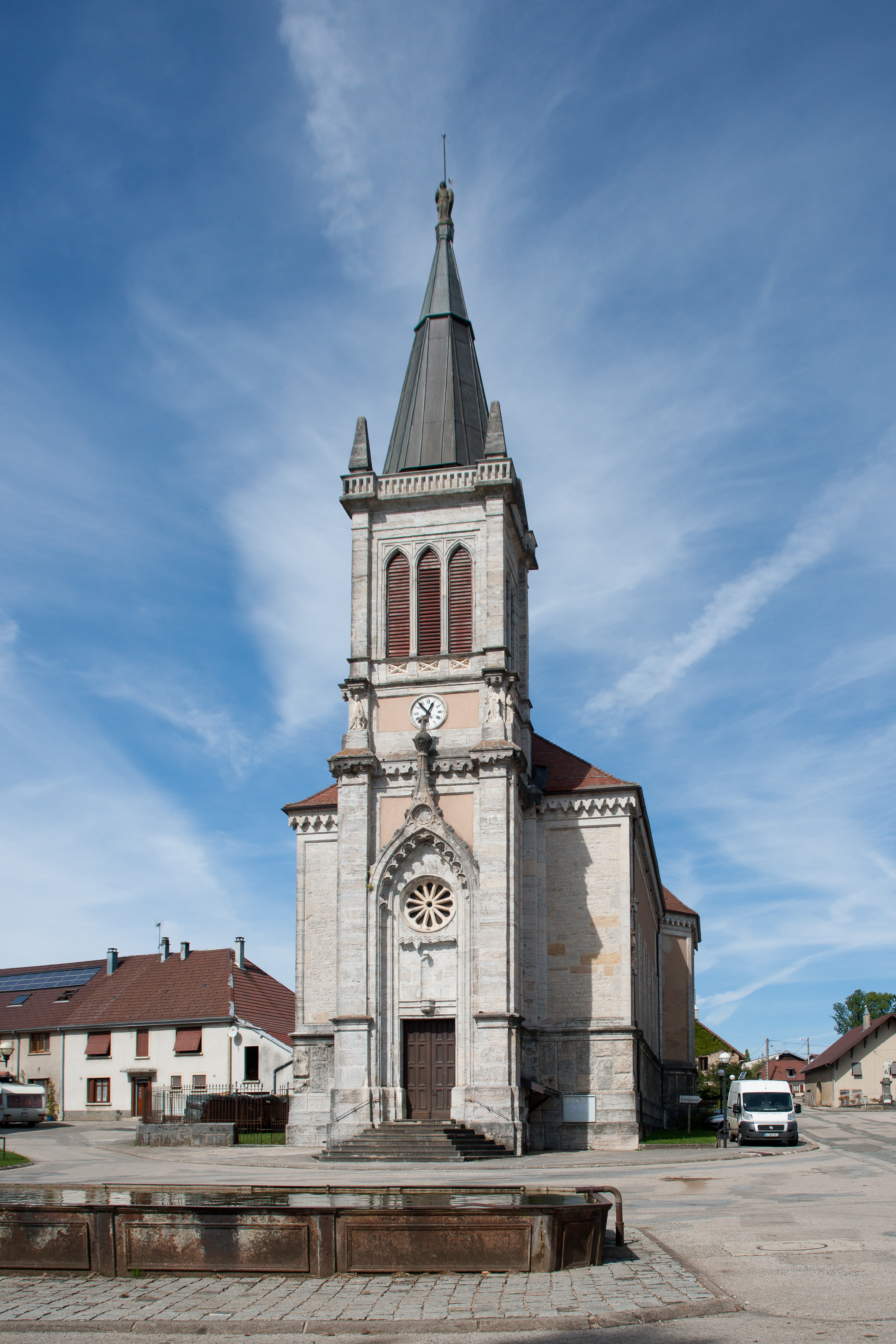
Kirche Notre-Dame de l’Assomption

Das Gemeindegebiet von Villers-sous-Chalamont war vermutlich bereits während der Römerzeit besiedelt. Es lag an der Handelsstraße, die von Pontarlier nach Salins führte, und von der am Übergang in der Forêt du Scay noch heute einzelne Spuren sichtbar sind.
Im Mittelalter gehörte Villers den Herren von Chalamont, die Vasallen der Herren von Salins waren. Die Burg wurde von den Truppen des Königs Ludwig XI. zerstört. Zusammen mit der Franche-Comté gelangte das Dorf mit dem Frieden von Nimwegen 1678 an Frankreich. Seit 2002 ist Villers-sous-Chalamont Mitglied des 11 Ortschaften umfassenden Gemeindeverbandes Communauté de communes Altitude 800.

## Sehenswürdigkeiten
Die Dorfkirche Notre-Dame-de-l’Assomption wurde 1856 neu erbaut. Sie birgt eine reiche Ausstattung. Ferner gibt es zwei Kapellen: die Chapelle Notre-Dame des Bois (13. Jahrhundert) und die Chapelle de Montorge. Von der ehemaligen mittelalterlichen Burg Chalamont sind nur noch wenige Ruinen, darunter die Grundmauern eines Turmes, erhalten.

## Bevölkerung
| Jahr                       | 1962 | 1968 | 1975 | 1982 | 1990 | 1999 | 2006 | 2016 |
| Einwohner                  | 374  | 320  | 247  | 233  | 239  | 250  | 275  | 290  |
| Quellen: Cassini und INSEE |      |      |      |      |      |      |      |      |

Mit 293 Einwohnern (Stand 1. Januar 2022) gehört Villers-sous-Chalamont zu den kleinen Gemeinden des Départements Doubs. Nachdem die Einwohnerzahl in der ersten Hälfte des 20. Jahrhunderts markant abgenommen hatte (1886 wurden noch 584 Personen gezählt), wurde seit Beginn der 1980er Jahre wieder ein leichtes Bevölkerungswachstum verzeichnet.

## Wirtschaft und Infrastruktur
Villers-sous-Chalamont war bis weit ins 20. Jahrhundert hinein ein vorwiegend durch die Landwirtschaft, insbesondere Milchwirtschaft und Viehzucht, sowie durch die Forstwirtschaft geprägtes Dorf. Daneben gibt es heute einige Betriebe des lokalen Kleingewerbes, unter anderem in der Branche der Holzverarbeitung. Mittlerweile hat sich das Dorf auch zu einer Wohngemeinde gewandelt. Viele Erwerbstätige sind Wegpendler, die in den größeren Ortschaften der Umgebung ihrer Arbeit nachgehen.
Die Ortschaft liegt abseits der größeren Durchgangsstraßen an einer Departementsstraße, die von Salins-les-Bains nach Frasne führt. Weitere Straßenverbindungen bestehen mit Villeneuve-d’Amont und Levier.